# Arco a mensola
|                                      |                                                                           |
| Struttura base di un arco a mensola. | Raffronto tra un normale arco (a sinistra) e un arco a mensola (a destra) |

L'arco a mensola (o falso arco) è un arco che sfrutta la tecnica architettonica dello sbalzo per riempire uno spazio vuoto in una struttura, come il passaggio in una parete o l'arco di un ponte.

## Tecnica costruttiva
Un arco a mensola è costruito con l'aggiunta di successivi strati di pietra ammorsati nelle pareti in modo che l'arco avanzi progressivamente verso il centro, fino a quando le due porzioni si incontrano al centro. Per questo tipo di arco si possono utilizzare pietre piatte e quindi più facilmente reperibili in natura, rispetto ai conci sagomati che un arco classico richiede.
La tecnica dell'arco a mensola si può utilizzare anche per realizzare volte tra due pareti opposte.
Nonostante un miglioramento della capacità di carico, l'arco a mensola non è una struttura completamente autoportante e per questo motivo è definito un "falso arco". A differenza del "vero" arco, non tutta la struttura dell'arco lavora a compressione. Le mensole richiedono un notevole ispessimento delle pareti e della spalla per contrastare gli effetti della gravità, che tende a comprimere ciascun lato dell'arco verso l'interno.

## Volta di pietre a secco

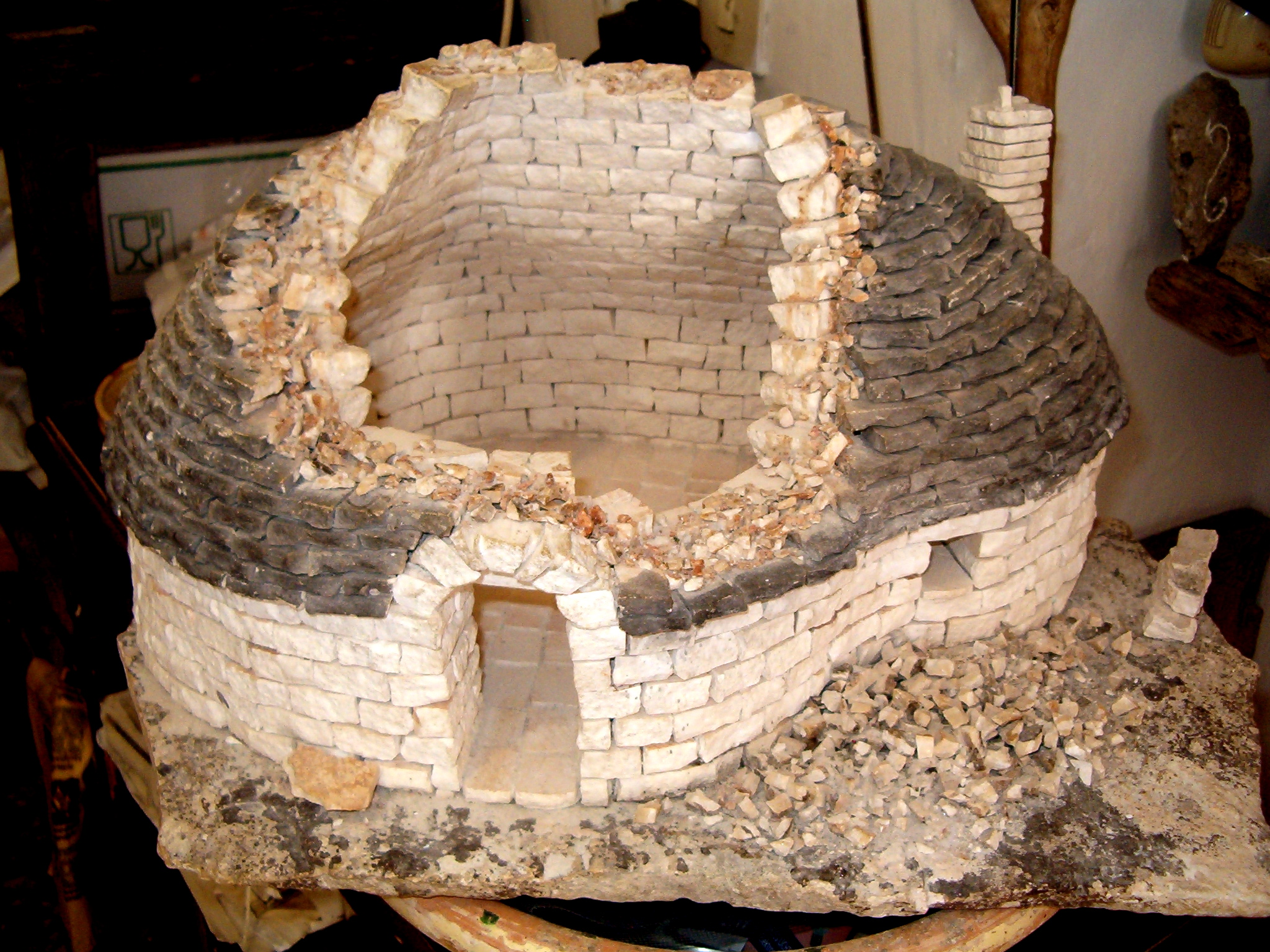
Lo spaccato di un trullo di Alberobello

La volta con pietre a secco inclinate verso l'esterno è utilizzata nell'architettura rurale. 
Vi sono vari esempi in Italia (i famosi trulli della Puglia o le caciare, tipi di rifugi realizzati dai pastori sui monti abruzzesi) e nelle isole (dai nuraghe ai sesi nella preistoria, fino ai cubburi e ai pagghiari di età indefinibile).
In Francia o in altri paesi europei, la tecnica costruttiva è stata sistematicamente usata dai contadini auto-produttori o dai muratori delle pietre a secco dei due o ultimi tre secoli per coprire lo spazio al minor costo in costruzioni che fungono da piccoli fabbricati annessi all'azienda agricola.

## Uso nelle culture antiche

### L'antica Ugarit

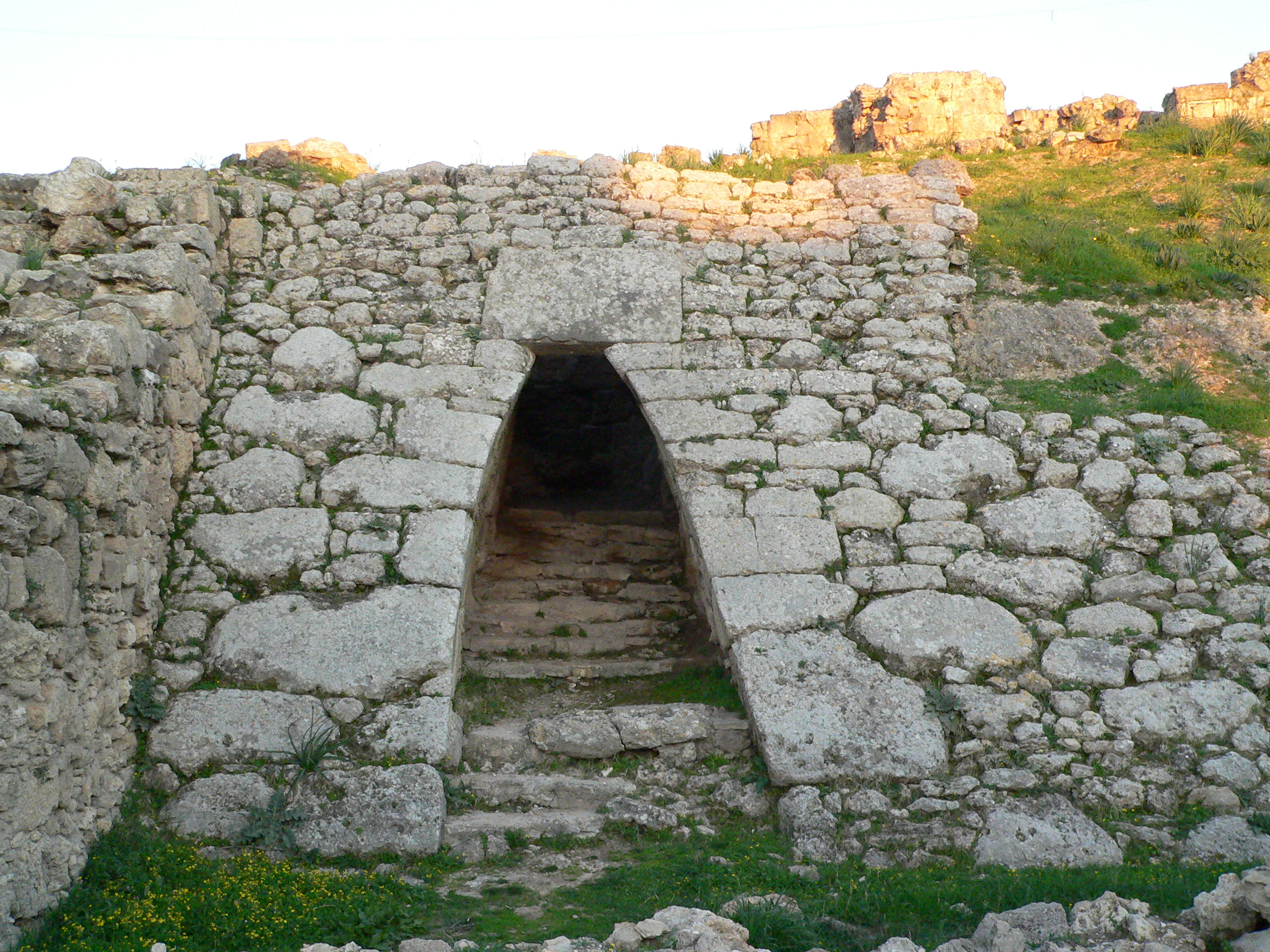
Ugarit, entrata del palazzo

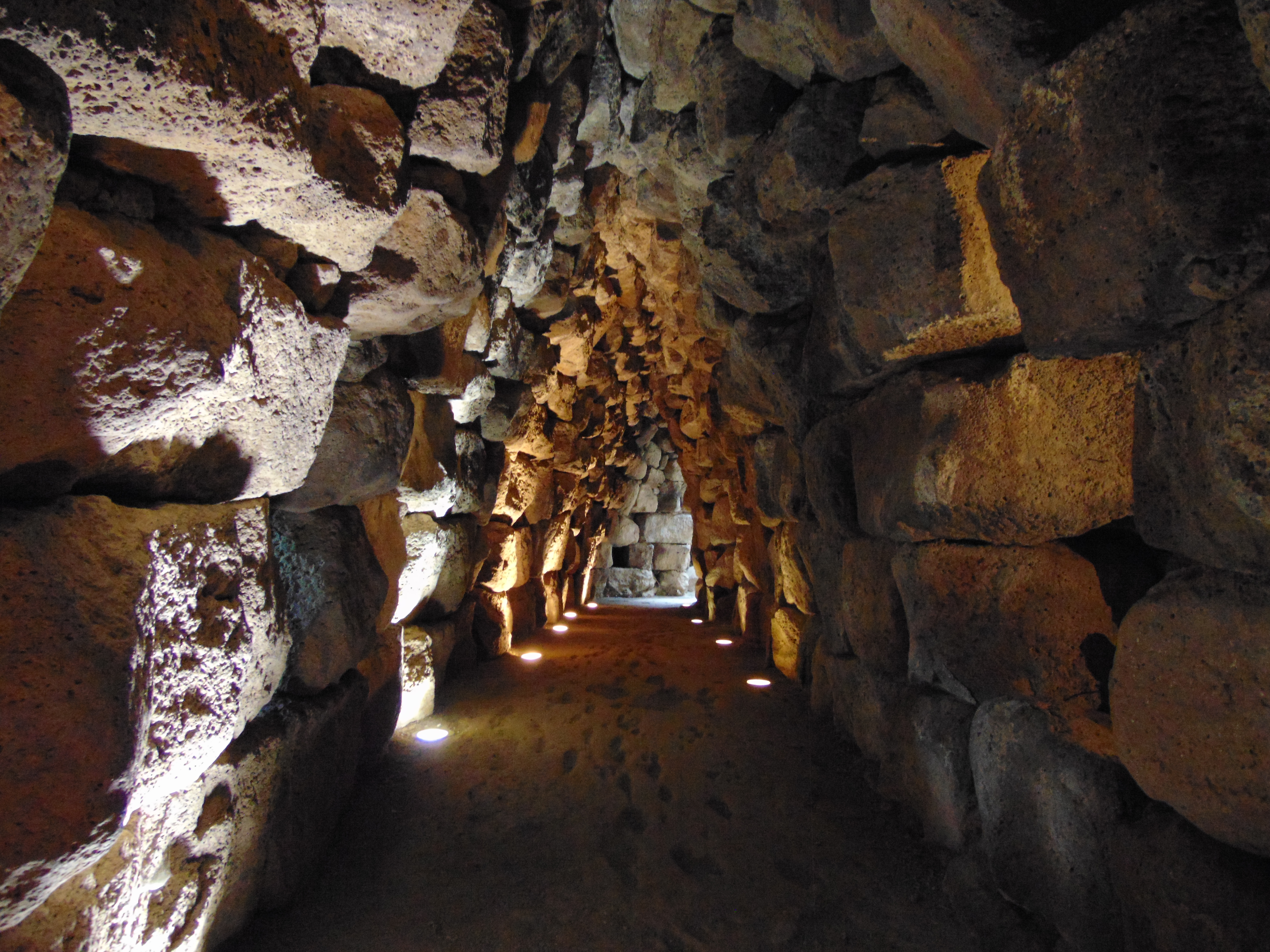
Nuraghe Santu Antine, corridoi di collegamento tra le torri

L'arco a mensola era già in uso a Ugarit, la capitale dell'omonimo regno, ritenuta (insieme a Ur e a Eridu) come una delle più antiche città del mondo, con antecedenti preistorici che risalgono a periodi addirittura precedenti al VI millennio a.C.

### Cultura Nuragica
L'arco a mensola è testimoniato in diverse strutture Nuragiche durante la seconda metà del secondo millennio a.c, tra le più notevoli testimonianze vi sono i lunghi corridoi del Nuraghe Santu Antine, sovrapposti l'uno sull'altro su due piani e che collegavano le torri, e quelli delle tombe dei giganti a blocchi isodomi di Madau, o i corridoi d'ingresso di Nuraghi come l'Is Paras.

### Micenei
Le rovine dell'antica Micene testimoniano l'uso della mensola in molti archi e volte. Il Tesoro di Atreo è un esempio di rilievo.

### Cultura greca
L'arco a mensola era particolarmente diffuso per l'apertura delle postierle lungo le possenti mura urbiche, preferito all'apertura trabeata. Lungo le mura dionigiane a Siracusa si trova la più alta concentrazione nota di questo tipo di arco. Le mura timoleontee di Gela invece conservano un precocissimo arco a mensola dal sesto acuto, ricavato anch'esso nello spessore murario.

### Cultura italica
Una delle testimonianze più eloquenti in Italia è l'arco a mensola che dà ingresso all'Acropoli di Arpino, impropriamente denominato "arco a sesto acuto"; tale arco a mensola costituisce anche un tipico esempio di quelle porte delle cinte murarie che sono note con la denominazione di porte scee.

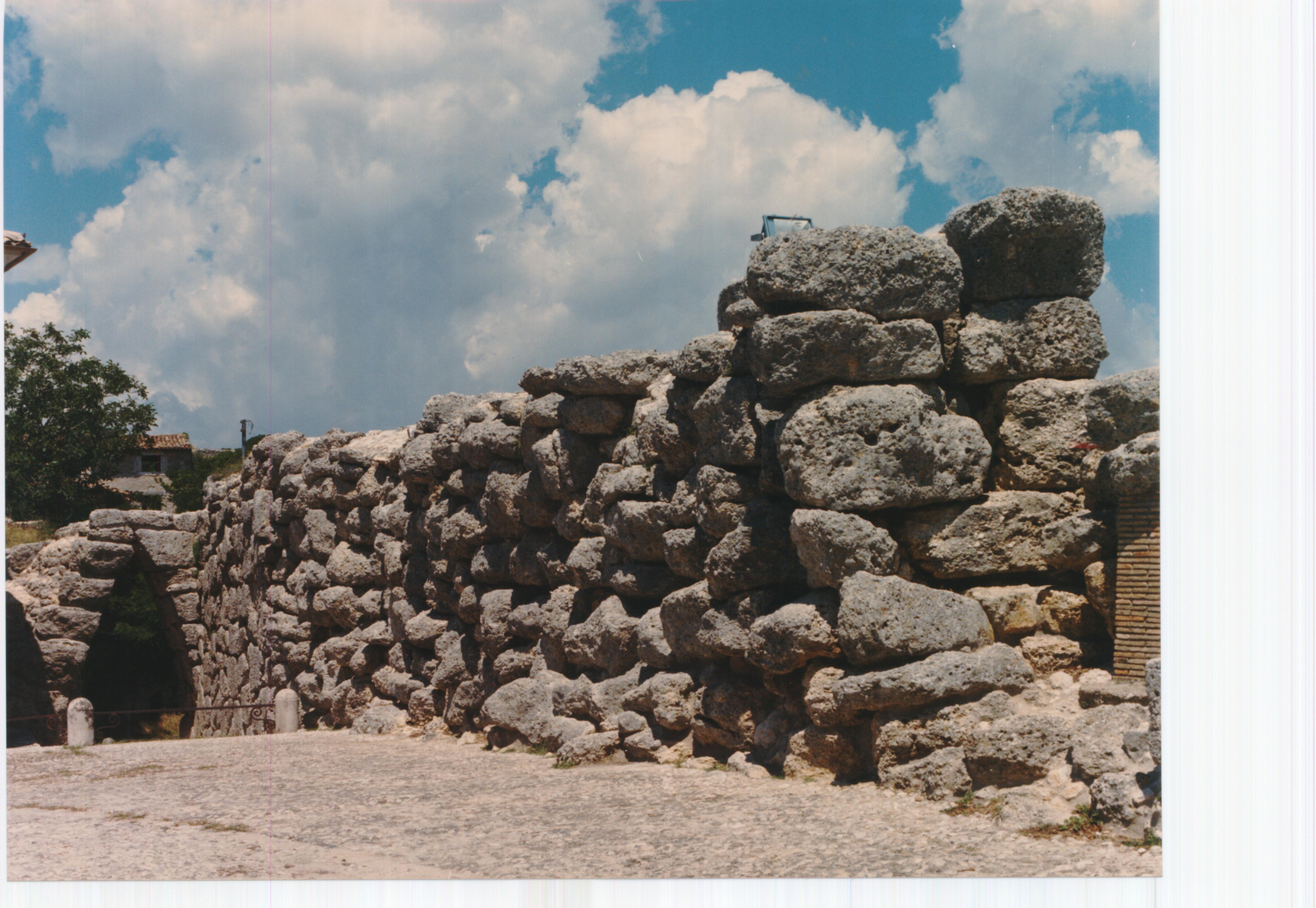
Arco a sesto acuto e tratto di mura poligonali della seconda maniera nell'Acropoli di Arpino

### Maya
Gli archi a mensola erano una caratteristica costruttiva utilizzata da alcuni popoli americani precolombiani, in particolare in quello della civiltà Maya. La prevalenza di questo arco nella costruzione degli ingressi e delle volte nell'architettura maya è attestata da un gran numero di siti archeologici.